# Битва при Добрыничах
Битва при Добры́ничах — сражение, состоявшееся 21 (31) января 1605 года между армией Лжедмитрия I и царскими войсками под предводительством князя Ф. И. Мстиславского близ деревни Добрыничи (ныне Добрунь Брянской области). Битва завершилась полным разгромом Лжедмитрия I, потерявшего в сражении значительную часть своего войска. По количеству участников битва при Добрыничах являлась крупнейшим сражением Смутного времени. Она также примечательна тем, что русские войска впервые применили в ней линейный боевой порядок и тактику залпового огня, решившую исход сражения.

## Предыстория
В рамках разворачивающейся гражданской войны войска самозванца Лжедмитрия неуклонно продвигались к Москве, занимая без боя города и селения. Войско Лжедмитрия постоянно росло. 18 (28) декабря войско самозванца одержало верх над царскими войсками князя Ф. И. Мстиславского в битве под Новгородом-Северским. Лжедмитрия покинула часть наёмников, недовольных задержкой жалования. Наёмники подняли мятеж и разграбили обозы. Унижение самозванца, падавшего перед рыцарями на колени и умолявшего не покидать войско, не дало никакого результата. Тем не менее, иезуиты уговорили часть солдат остаться с Лжедмитрием. Отступив от Новгорода-Северского, Лжедмитрий повёл армию в Севск. В Севске он пополнил армию людьми и запасами продовольствия. Самозванец, помимо польских частей, располагал 4 тыс. запорожских казаков и несколькими сотнями донских казаков. Навстречу самозванцу выступили правительственные войска под предводительством князя Ф. И. Мстиславского. В помощь Мстиславскому царь направил боярина князя Василия Шуйского. Московские войска ожидали противника у деревни Добрыничи.

## Предшествующие события. Приготовления к сражению
Утром 10 (20) января отряд московских всадников численностью 4 тыс. человек выехал из лагеря на поиски фуража и попал в засаду польских кавалеристов. Стремительность атаки поляков привела русских всадников в замешательство, и отряд вскоре обратился в бегство, потеряв около 500 человек. Благодаря этому событию русское командование узнало о близком расположении войск самозванца. Тем временем возвратившийся из Путивля Лжедмитрий решил дать бой царским войскам. Войска самозванца стали в трёх милях от русского лагеря у Добрынич. В то время как польские командиры уговаривали Лжедмитрия вступить в переговоры с Мстиславским, казацкие атаманы настаивали на немедленном наступлении.

## Ход битвы
Армия Лжедмитрия выдвинулась в ночь на 21 (31) января, что было неожиданностью для царских войск, хорошо осведомлённых о планах противника. Местные крестьяне провели армию самозванца к Добрыничам. Русские войска стали готовиться к обороне. Сражение состоялось 21 (31) января. Используя опыт, полученный в сражении под Новгородом-Северским, поляки решили нанести главный удар всей массой конницы по правому флангу русских. Польская конница, разделённая на отряды по 2 тыс. человек в каждом, обрушилась на авангард русских войск, стремясь охватить фланги русских и зайти им в тыл. Следом за этими тремя отрядами в бой вступило множество мелких отрядов польской конницы. Авангард, предводительствуемый троюродным племянником царя, Иваном Ивановичем Годуновым, был смят. Полк правой руки, предводительствуемый Шуйским, отступил. Польская конница повернула к селу, где в центре русских позиций находилась пехота.
Располагавшиеся в центре стрельцы соорудили шанцы из саней и залегли в построенных укреплениях. Остальные выстроились в линию, состоящую из 4 шеренг. Паерле сообщает, что русская рать имела 16 тыс. стрельцов и 14 орудий, Маржерет говорит о 10-12 тыс. стрельцов, Масса (не участвовавший в сражении) называет более реальную цифру в 6 тыс. стрельцов, но сильно преувеличивает количество артиллерии, сообщая о 300 орудиях. Военный историк Е. А. Разин оценивает численность русских стрельцов в 5—6 тысяч при 14 орудиях, по другим данным русская артиллерия насчитывала 40 орудий.
При приближении противника полевая артиллерия дала залп, затем открыли огонь первые две шеренги. Заступив на их место, дали залп две задние шеренги. По рекомендациям того времени, в случае наступления тяжелой конницы, разрешалось открывать огонь только с очень близкого расстояния, не более 10 саженей (после чего следовало перестраиваться, что бы задние шеренги могли открыть огонь). Поляки были рассеяны залповым огнём стрельцов и обратились в бегство. На помощь дрогнувшим полякам спешили запорожцы, однако положение для Лжедмитрия было критическим. Самозванец, лично возглавивший конницу, в числе остальных вынужден был бежать. Русские войска перешли в контрнаступление. Польская кавалерия бросила пехоту, которая была вскоре окружена и разгромлена. Вся армия самозванца обратилась в беспорядочное бегство. Сам Лжедмитрий едва избежал гибели. Русская кавалерия преследовала бегущих на протяжении 8-и вёрст.
Исаак Масса сообщает о 8 тыс. погибших с польской стороны и о 6 тыс. — с русской. Маржерет оценивает потери Лжедмитрия в 5—6 тысяч убитыми и помимо этого множество пленных. Паерле говорит лишь о 525 убитых с русской стороны. Согласно официальной разрядной записи, на поле боя было найдено и похоронено 11,5 тыс. тел сторонников Лжедмитрия. В руки царских войск попали 15 знамён и штандартов и вся артиллерия.
Из-за нерешительности командующего русские войска не смогли развить успех и организовать преследование разбитых войск Лжедмитрия, который бежал в Рыльск, а затем в Путивль. После сражения в лагере царских войск были массово казнены все русские пленники, а иностранцы были отосланы в Москву. Затем войско Мстиславского и Шуйского подошло к Рыльску и начало его безрезультатную осаду.